# Centrum Rzeźby Polskiej w Orońsku
Centrum Rzeźby Polskiej w Orońsku – placówka kulturalna zajmująca prawie trzynastohektarowy zespół podworski, w skład którego wchodzą: pałac, kaplica, oranżeria, oficyna, budynki gospodarcze – wszystkie przystosowane do nowych funkcji oraz park krajobrazowy z malowniczymi stawami i starymi drzewami, który jest zarazem galerią rzeźby. Jednym z nowych obiektów w tym zabytkowym, XIX-wiecznym kompleksie jest gmach Muzeum Rzeźby Współczesnej.

## Historia
Historię Centrum zapoczątkowały w 1965 roku warsztaty twórcze i plenerowa ekspozycja prac artystów z Ośrodka Pracy Twórczej Rzeźbiarzy. Od 1981 roku Centrum Rzeźby Polskiej zaczęło funkcjonować jako placówka państwowa. Każdego roku z różnych możliwości pobytowych korzysta ponad 200 artystów polskich i zagranicznych.
Specjalistyczne pracownie techniczne pomagają w realizacjach projektów monumentalnych i kameralnych. Kadra techniczna oferuje usługi z zakresu obróbki metalu, drewna, kamienia. Gisernia świadczy usługi odlewnicze, pracownia ceramiczna pozwala na eksperymenty technologiczne. Do dyspozycji artystów oddano pracownie oraz plac rzeźbiarski ze sztucznym oświetleniem, stanowiskami odbioru energii elektrycznej, sprężonego powietrza i wody.
Centrum dysponuje przestrzenią o ciekawych walorach architektonicznych i krajobrazowych. Tworzą ją Muzeum Rzeźby Współczesnej oraz galerie rozlokowane na obszarze parku krajobrazowego. Sale wystawowe goszczą kilkanaście prezentacji rocznie. Najważniejsze poświęcono historii rzeźby najnowszej oraz retrospektywnej wybitnych artystów rzeźbiarzy. Promocja najmłodszej generacji artystów odbywa się w ramach cyklicznego programu "Triennale młodych". Obok budynków, do celów ekspozycyjnych udostępniono teren parku dworskiego.
CRP tworzy własną kolekcję artystyczną. Część historyczna z ekspozycją XIX-wiecznych wnętrz dworskich prezentowana jest w pałacu Józefa Brandta. Równolegle powstaje kolekcja sztuki współczesnej. W zbiorach CRP znajdują się prace m.in. Magdaleny Abakanowicz, Władysława Hasiora, Edwarda Krasińskiego, Józefa Łukomskiego i Teresy Murak.
Placówka wprowadziła różnorodne formy działalności edukacyjnej i upowszechnieniowej. Program lekcji muzealnych dla młodzieży obejmuje tradycje historyczne Orońska i problematykę współczesnej twórczości. Pobyty i warsztaty edukacyjne połączone z zajęciami plastycznymi umożliwiają zapoznanie się z technikami rzeźbiarskimi. Cykl autorski "Spotkania dworskie" przybliża XIX-wieczną kulturę i obyczajowość dworską. Festyn tematyczny "Majówka ze sztuką" integruje szkoły średnie i wyższe o profilu plastycznym. Odrębnym przedsięwzięciem są warsztaty terapeutyczne dla twórców głucho-niewidomych.
Poza wyżej wymienionymi kierunkami działalności, Centrum prowadzi dokumentację w formie katalogu naukowego, a także w wersji elektronicznej, działalność polskich artystów tworzących w kraju i za granicą.

## Dyrektorzy
- Janusz Przewoźny (1981–1983)
- Tomasz Palacz (1983–2004)
- Jacek Zapalski (2004–2005)[2]
- Jan Gagacki (2005–2015)[3]
- Eulalia Domanowska (2015–2019)[4]
- Maciej Aleksandrowicz (2020–2024)[5]
- Paulina Kurc-Maj (od 2025)[6]

## Galeria

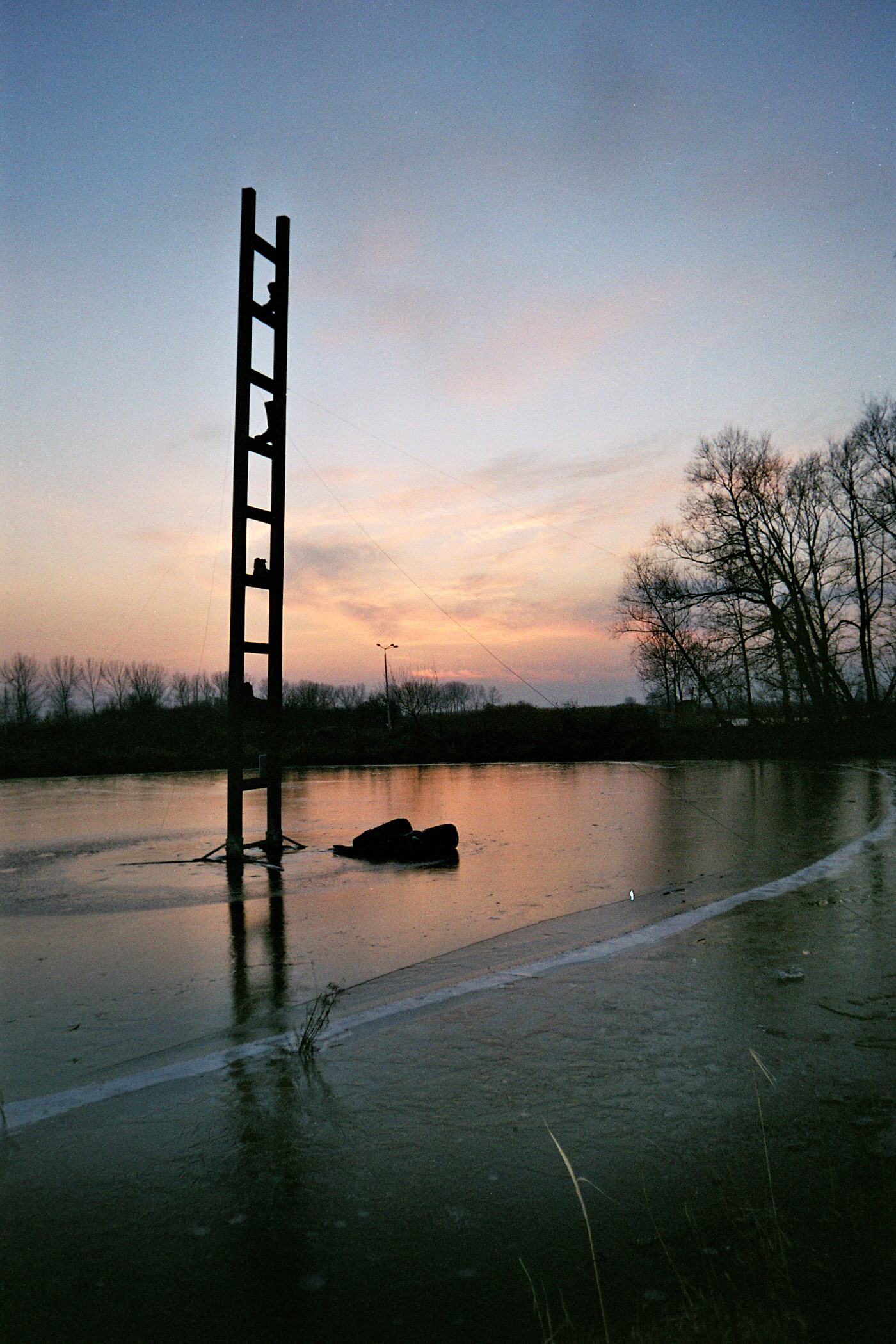
Drabina do nieba Józefa Szajny
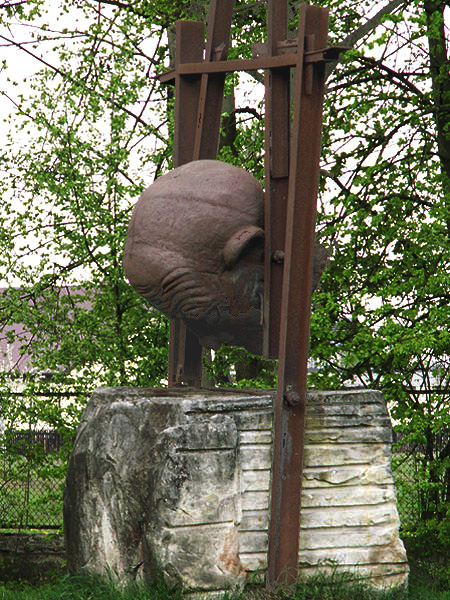
Głowa Zbigniewa Frączkiewicza
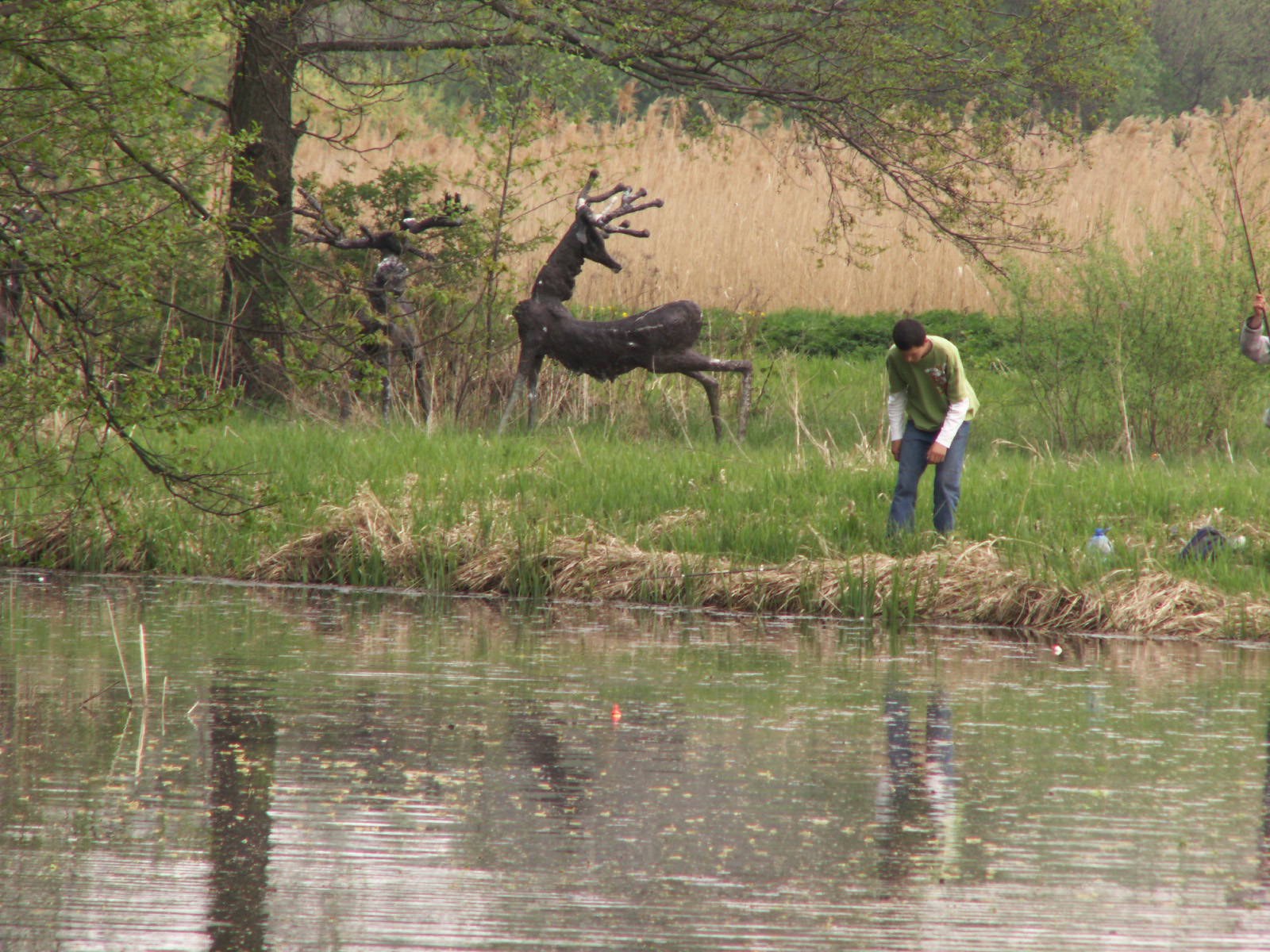
Daniele Anny Dębskiej
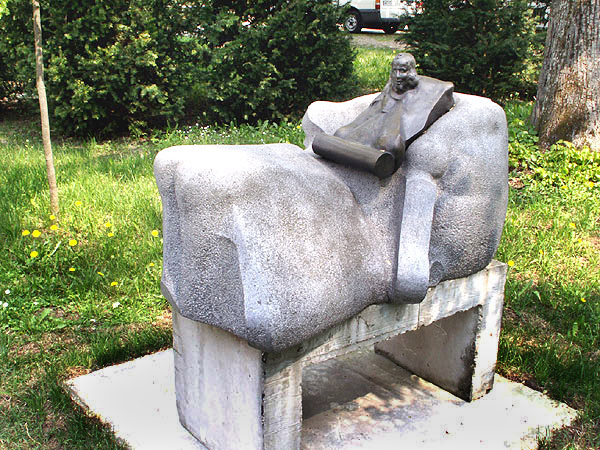
Sarkofag Adolfa Ryszki
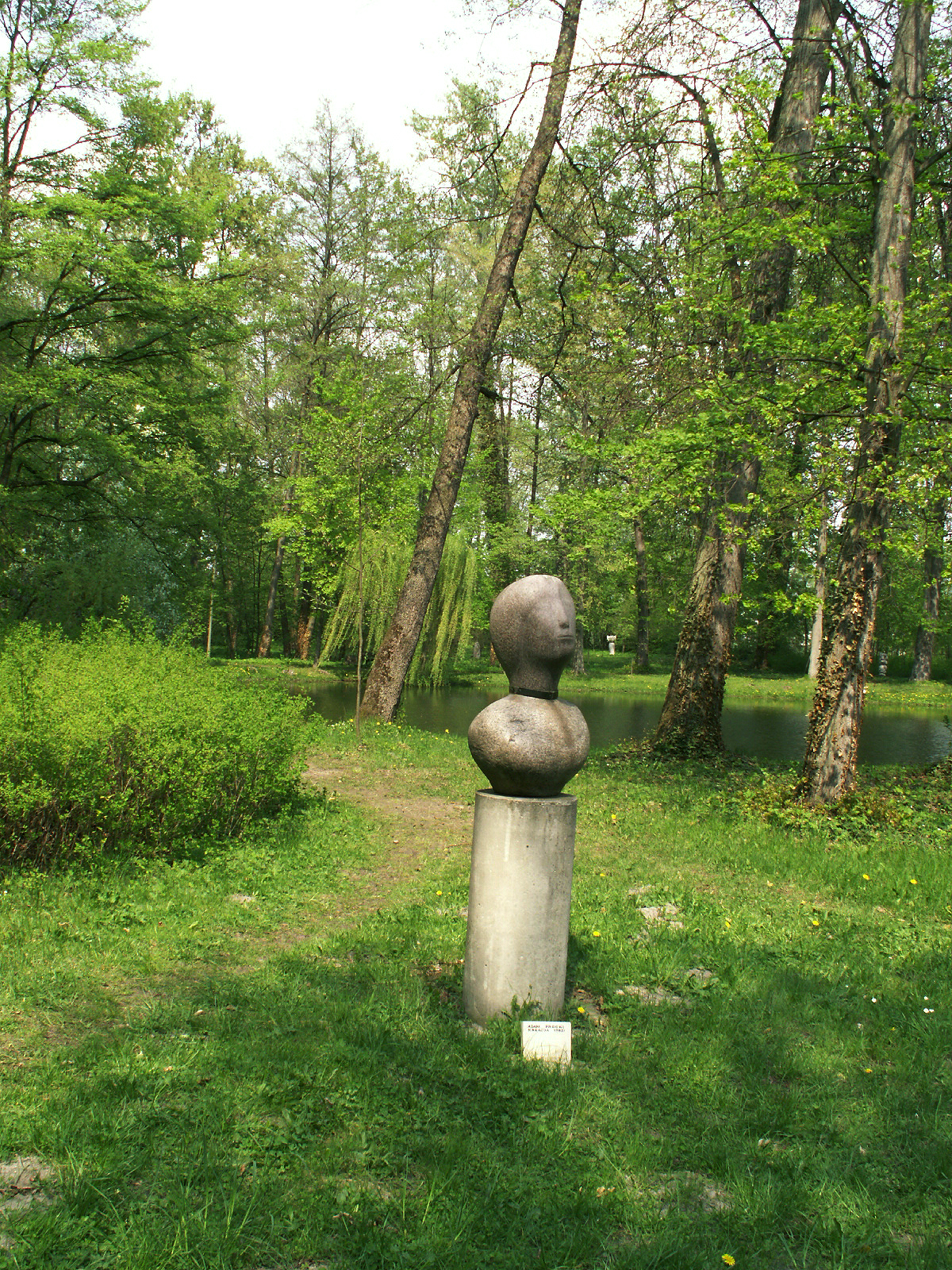
Kreacja Adama Prockiego
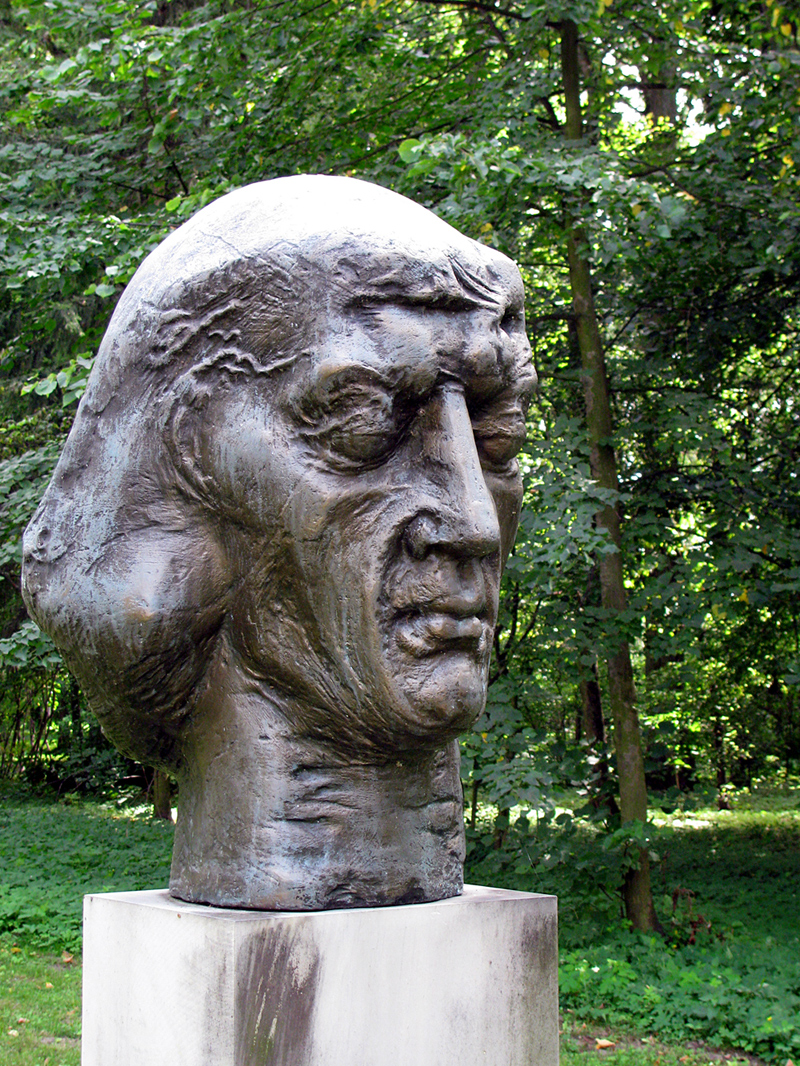
Kopernik Kazimierza Gustawa Zemły